# Skwarzawa
Skwarzawa (ukr. Скваря́ва) – wieś w rejonie złoczowskim obwodu lwowskiego.

## Położenie
Na podstawie Słownika geograficznego Królestwa Polskiego i innych krajów słowiańskich (XIX w.) Skwarzawa to: wieś w powiecie złoczowskim  położona 15 km na północny-zachód od sądu powiatowego, stacji kolejowej i urzędu poczty i telegrafu w Złoczowie.

## Historia
Wieś założona w 1441 roku. W dniu 8 października 1673 roku pod Skwarzawą król Michał Korybut Wiśniowiecki lustrował przez 5 godzin zgromadzone tutaj przed wyprawą chocimską doborowe wojsko pod naczelnym dowództwem Jana Sobieskiego, składające się z 11 regimentów piechoty, 160 chorągwi i 50 dział. W XIX wieku Skwarzawa należała do rodziny Mrozowickich herbu Prus III. W 1848 roku patronką tytularną cerkwi grekokatolickiej pw. Św. Jerzego w Skwarzawie była Antonina Mrozowicka.
W latach 1905–1911 we wsi na działce podarowanej przez właściciela ziemskiego Apolinarego Jaworskiego wzniesiono kościół rzymskokatolicki, będący filią parafii w Białym Kamieniu.
W II Rzeczypospolitej miejscowość była siedzibą gminy wiejskiej Skwarzawa w powiecie złoczowskim województwa tarnopolskiego. Miejscowość liczy 1081 mieszkańców. 
W latach 1943–1945 nacjonaliści ukraińscy z OUN-UPA zamordowali tutaj 48 Polaków, w tym kierownika szkoły.
W czasie okupacji niemieckiej polska mieszkanka wsi Zofia Bajkowska udzielała pomocy Żydówce Chanie (Annie) Axelrad, za co w 1981 roku Instytut Jad Waszem uhonorował ją tytułem Sprawiedliwej wśród Narodów Świata.
Znajduje się tu przystanek kolejowy Skwarzawa, położony na linii Tarnopol - Lwów.